# Анцухский, Али Абдулкадырович
Али Абдулкадырович Анцухский (азерб. Əli Abdulqədiroviç Ansuxski; 1 июня 1946, с. Махамалар, Белоканский район, Азербайджанская ССР, СССР — 26 февраля 1996, Баку, Азербайджан) — меценат, народный депутат Верховного Совета Азербайджанской ССР (1990—1995), член Коммунистической партии СССР, депутат Милли Меджлиса Азербайджана I созыва. Считался негласным лидером аварцев Азербайджана.

## Биография
В разные годы он работал директором Балакенского районного сокового завода, директором Балакенского районного консервного завода, генеральным директором Аграрного союза.
В 1990 году был избран народным депутатом 12-го созыва Верховного Совета Азербайджанской ССР от 177-го Халатальского избирательного округа Балакенского района. Когда Анцухский был избран народным депутатом, он работал директором Балаканского районного консервного завода.
Он был избран депутатом Милли меджлиса на выборах, состоявшихся в 1995 году по Балакенскому избирательному округу № 54. На выборах он выдвинул себя как безработный и нейтральный кандидат от Балакенского района.
Однако новый парламент смог проработать в полном составе лишь несколько недель. 26 февраля 1996 года Али Анцуцский был убит из огнестрельного оружия перед своим домом, расположенным на проспекте Азербайджана в центре Баку Али Анцухский был известен своей предпринимательской деятельностью до того, как стал депутатом, и сообщалось, что мотивы убийства были связаны с этим.
Известный своей благотворительной деятельностью, он оказал большие заслуги в строительстве и благоустройстве Балакенского района. Его именем названа одна из центральных улиц Балакенского района и консервный завод «Балакан».